# 4054 Турнов
4054 Турнов (4054 Turnov) — астероїд головного поясу, відкритий 5 жовтня 1983 року.
Тіссеранів параметр щодо Юпітера — 3,209.